# 프라지콴텔
프라지콴텔(영어: Praziquantel)은 약물의 하나로 기생충의 분류인 조충류와 흡충류의 치료에 효과가 있다.

## 작용 기전
아직 이 약물의 작용 기전은 정확히 알려져 있지는 않지만, 혈관 속에 기생하는 주혈흡충(schistosome)의 세포막의 칼슘 이온에 대한 투과성을 증가시켜 준다는 실험 결과가 있다. 이를 통해 기생충의 수축을 유도하고, 수축된 상태로 기생충이 마비되는 결과가 나타난다. 마비되어 죽어 가는 기생충들은 숙주의 체내에서 역할을 잃고 체순환계를 떠돌거나 숙주의 면역반응(식세포작용)에 의해 파괴된다. 또 다른 가설로는, 이 약물이 배양된 기생충의 아데노신 흡수를 방해할 것이라는 가설이 있다. 이 효과는 주혈흡충과 같은 프라지콴텔 반응성 기생충들이 퓨린을 체내 합성하지 못한다는 사실을 고려해 볼 때 타당하다고 볼 수 있다.

## 대한민국내 판매 제품
- 신풍제약 - 디스토시드 정(프라지콴텔 600mg)[2]
- 태극제약 - 프라지퀀텔 정(프라지콴텔 600mg)[3]

## 적용 질환
- 촌충 감염
- 디스토마 감염

## 같이 보기
- 펜벤다졸